# بردار موج
بردار موج (به انگلیسی: wave vector یا wavevector) در فیزیک برداری‌ست که یک موج را توصیف می‌کند. اندازهٔ این بردار عدد موج (متناسب با معکوس طول موج) و جهت آن راستای انتشار موج است.
یک موج یک بعدی از این رابطه پیروی می‌کند:
{\displaystyle \psi (x,t)=A\cos(kx-\omega t+\varphi )}
که در آن:
- {\displaystyle x} معرف مکان
- {\displaystyle t} معرف زمان
- {\displaystyle \psi } (تابعی از x و t) معرف آشفتگی توصیف کنندهٔ موج (مثلاً در امواج آب {\displaystyle \psi } افزایش ارتفاع موج است یا در امواج صوتی، {\displaystyle \psi } تغییر فشار هواست)
- {\displaystyle A} معرف دامنهٔ موج (بزرگی قلهٔ نوسان)
- {\displaystyle \varphi } معرف اختلاف فاز
- {\displaystyle \omega } معرف بسامد زاویه‌ای موج
- {\displaystyle k} معرف عدد موج است.

این موج با سرعت (به‌طور دقیقتر با سرعت فاز) {\displaystyle \omega /k} در جهت {\displaystyle +x} حرکت می‌کند.